# Мюнхенский филармонический оркестр
Мюнхенский филармонический оркестр (нем. Münchner Philharmoniker) — симфонический оркестр из Мюнхена.  С 1985 года штаб-квартира оркестра находится в культурном комплексе Гаста́йг (нем. Gasteig), а основной концертной площадкой (с того же времени) является расположенный в Гастайге концертный зал «Филармония» (нем. Konzertsaal Philharmonie).

## История
Оркестр был основан в 1893 году сыном владельца фабрики фортепиано Францем Каймом и назывался первоначально оркестром Кайма. Через два года Кайм построил для него концертный зал Кайма, впоследствии переименованный в Тонхалле. В ранний период с оркестром Кайма выступали такие дирижёры, как Бруно Вальтер и Густав Малер (под руководством которого оркестр осуществил мировую премьеру «Симфонии тысячи»). С оркестром дебютировал как дирижёр Вильгельм Фуртвенглер. 
В 1910 году оркестр был переименован в Оркестр Мюнхенского музыкального общества (нем. Orchester des Münchener Konzertvereins). Он продолжал финансироваться частными лицами и с началом Первой мировой войны прекратил деятельность из-за недостатка финансирования. 
После войны оркестр обрёл городское финансирование и с 1928 года стал называться теперешним именем. С приходом к власти нацистов (1933) оркестр поместил на своей эмблеме свастику и получил имя Оркестр фашистского движения. 
После Второй мировой войны оркестр был временно распущен из-за того, что Тонхалле превратился после бомбардировок в руины. В 1953 году переведён в заново построенный зал Геркулеса на территории Мюнхенской резиденции. С 1979 до своей кончины в 1996 году оркестром руководил Серджиу Челибидаке. Он не одобрял участия женщин в коллективе и платил им существенно меньше, чем мужчинам.

## Художественные руководители
| - 1893—1895 Ганс Виндерштайн - 1895—1897 Герман Цумпе - 1897—1898 Фердинанд Лёве - 1898—1905 Феликс Вайнгартнер - 1905—1908 Георг Шнеефойгт - 1908—1914 Фердинанд Лёве - 1919—1920 Ганс Пфицнер - 1920—1938 Зигмунд фон Хаусеггер | - 1938—1944 Освальд Кабаста - 1945—1948 Ганс Росбауд - 1949—1966 Фриц Ригер - 1967—1976 Рудольф Кемпе - 1979—1996 Серджиу Челибидаке - 1999—2004 Джеймс Ливайн - 2004—2012 Кристиан Тилеман - 2012—2014 Лорин Маазель - 2015—2022 Валерий Гергиев |

### Комментарии
1. ↑  1 марта 2022 года Гергиев был отстранен от должности главного дирижера оркестра. В связи с увольнением Гергиева бургомистр Мюнхена Дитер Райтер заявил[4]:
Валерий Гергиев не дал комментариев, несмотря на мою просьбу четко и недвусмысленно дистанцироваться от жестокой агрессивной войны, которую Путин ведет против Украины, а теперь и против нашего города-побратима Киева
В сообщении уточняется, что Гергиев не ответил на письмо Райтера.